# 高屋川 (芦田川水系)
高屋川（たかやがわ）は、一級河川芦田川水系の一次支流。広島県と岡山県の県境付近を流れる。

## 流域
広島県福山市神辺町三谷に源を発し、南東に進みながら県境を超え岡山県井原市高屋町落石に入りそのまま進み、井原市高屋町と井原市下出部町の境で大きく南西に転じ、再び県境を超え広島県福山市神辺町上御領に入りそのまま南西にすすみ、福山市神辺町川南で南に進み、福山市御幸町中津原で南西に転じ、福山市北本庄で本流芦田川に合流する。
流路延長24km（約21kmとも。広島県側が流域面積142.3km2、流路延長13.7km）。河床勾配は1/1,800 - 1/1,100。流域ほとんどが神辺平野を流れる平地河川である。本流芦田川との合流地点は、芦田川河口左岸側から上流10kmにあたる。
以下高屋川の主な支流（芦田川二次・三次支流）を列挙する。
| 名称       | 上流端             | 通過及び流末     | 河川延長 (km) | 流域面積 (km2) |
| ---------- | ------------------ | ---------------- | ------------- | -------------- |
| 芦田川水系 |                    |                  |               |                |
| 0高屋川    |                    |                  |               |                |
| 00吉野川   | 福山市駅家町法成寺 | 南進し合流       | 5.6           | 10.2           |
| 00加茂川   | 福山市加茂町栗根   | 南進し合流       | 8.1           | 32.7           |
| 000百谷川  | 福山市加茂町百谷   | 東南進し加茂川へ | 2.9           | 5.3            |
| 000四川    | 福山市加茂町北山   | 東南進し加茂川へ | 3.7           | 10.0           |
| 00六反田川 | 福山市神辺町道上   | 南進し合流       | 3.7           | 6.0            |
| 00箱田川   | 福山市神辺町東中条 | 南進し合流       | 5.5           | 9.0            |
| 00深水川   | 福山市神辺町西中条 | 南進し合流       | 2.9           | 3.2            |
| 00竹田川   | 福山市神辺町竹田   | 西北進し合流     | 4.7           | 21.3           |
| 000狭間川  | 福山市神辺町竹田   | 北進し竹田川へ   | 2.0           | 6.1            |
| 00清水川   | 福山市神辺町上御領 | 東南進し合流     | 2.5           | 2.6            |

井原市高屋町から東側の高梁川水系小田川までの一帯（上・下出部町、井原町、七日市町）も、高屋川水系が形成した谷底平野である。通説によると、元々小田川上流部は山野川と呼ばれ、西側に流下し高屋川と繋がり芦田川へと注いでいたが、初代藩主水野勝成時代の備後福山藩が井原に堤防を築き瀬変えしたことにより東側に流下し高梁川へと注ぐようになったという。2つの河川は江戸時代から用水路でつながっていたという資料もあり、その分水界は下出部町内にあたるがはっきりしていない。

## 自然
| 河川   | 観測地点 | 類型 | BOD |
| ------ | -------- | ---- | --- |
| 高屋川 | 川北     | A    | 2.1 |
| 高屋川 | 横尾     | B    | 2.4 |

気候は瀬戸内海式気候に属し、梅雨台風以外の降水量は少ない。
右に2019年度の国管理区間における水質現況を示す。本流である芦田川は中国地方の一級河川において水質最下位の状況が長らく続いており、その最大の原因が高屋川の水質にある。近年、改善に向けた取り組みが実り、下流側の横尾は環境基準を満足している。
生物相は以下の通り。
- 魚類 : コウライニゴイやヤリタナゴなど淀みを好む種が多く生息している[1]。
- 鳥類 : 河道内ではコサギ・アオサギ等のサギ類、セグロセキレイ、ハクセキレイなど[1]。河川敷ではホオジロ、アオジなど[1]。
- 植生 : セイタカアワダチソウ、チガヤ、メヒシバなど比較的乾燥に強い種が多い[1]。
- その他 : 周辺に住宅地が多いことから、両生類/爬虫類/哺乳類は比較的多くない[1]。

特定種では、カワウ、カワセミ、コシダカヒメモノアラガイ、トンガリササノハガイ、が確認されている。
地質は、右岸側（流域北側）はほぼ花崗岩。左岸側（流域南側）と井原市内は粘板岩が多くそれに流紋岩や変輝緑岩及び変斑れい岩が貫入する。河床材料はシルトや砂など細粒度が多い。

## 防災
国土交通省が公開する各防災情報は以下の通り。
- 洪水浸水想定区域図 高屋川
- 水質の時間変化 高屋川（中津原橋下流約300m）
- 水位・流量
  - 高屋(吉谷橋下流右岸)
  - 古市
  - 掛ノ橋（神辺町領家）
  - 神辺（野々上橋下流約5m）
  - 御幸（中津原橋下流約50m）

## 沿革

### 山陽道
流域の神辺町上・下御領、湯野では縄文時代から中世・近世までの遺跡が発見されている。遺跡の底には粘土質が堆積していたことから、周辺河川も含めて古くから河川氾濫していたと考えられている。また弥生時代の遺跡では吉備系や山陰系の土器が発見されていることから、古くから他地方との接点があったと考えられている。令制国では吉備国から備中国と備後国に分割され、その境は流域を縦断するようになった。
古代、高屋川が形成した谷底平野に沿って山陽道が整備され、現在の神辺町御領に駅家安那駅が置かれた。この付近の山陽道筋は、中世・近世（西国街道）・近代（国道2号）と備中・備後地方の主要道として更新され、現代に入り国道2号が南に移るまで用いられた。
中世までの高屋川は、山野川（小田川上流部）からの川水が井原から西側に流れて高屋川に合流していたため、その水量は今よりも豊富であったと推定されている。また中世まで高屋川と芦田川は片山の東側で合流していた。神辺平野は高屋川以外にも神谷川・服部川など他の芦田川支流からも川水が流下していたため広い範囲で低湿地帯だったと推定されている。神辺は陸運・水運の要所として栄え、それを支配できる位置に神辺城が築かれ、その城下町としても発展した。
戦国時代、高屋川の流域には城がいくつも作られ、神辺合戦など所領を巡って合戦が続いた。
江戸時代当初、当地は広島藩主福島正則が治めた。近世山陽道（西国街道）が整備され、備後と備中の国境に高屋宿が、そして神辺宿、井原に七日市宿が宿駅として置かれた

### 福山藩による改修

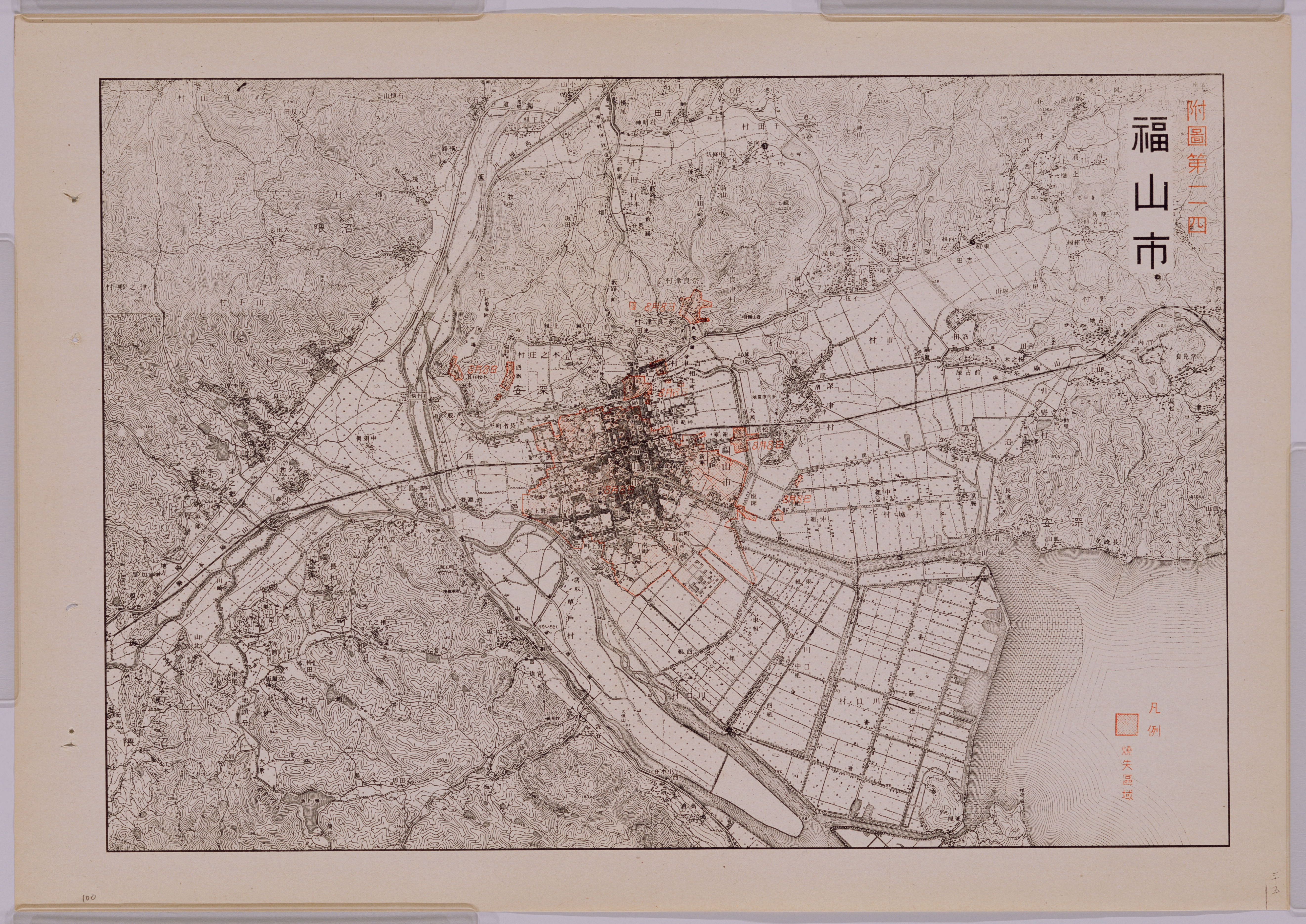
戦災概況図。1945年12月第一復員省作成。高屋川は現在よりも北側で芦田川と合流している。

元和5年（1619年）、備後福山藩が興り譜代大名水野勝成が入封する。幕府は福山藩を西国の有力外様大名に対する押さえとして置いたことから、福山藩は大規模な築城が許可され、神辺城を廃し新たに福山城を築城した。
福山藩は福山城下を洪水から守るため積極的な治水工事を行った。その代表的なものが神辺平野での芦田川流路改修になる。それに伴い高屋川と芦田川の合流地点は片山の東側からより南に移された。現在の神辺平野内の各支流の流路はこの福山藩による改修で決まったものと言われている。更に井原に堤防を築き高屋川上流部の山野川を小田川（高梁川水系）に付け替えた。一方で、福山城の堀と福山上水への水は芦田川と高屋川の合流地点から取水した。
現在の流域産業の一つである繊維業が始まったのも江戸時代初期のことになる。備後側では福山藩水野氏の奨励によって盛んになったと言われている。備中高屋宿では、藍染め厚地の「備中木綿」が参勤交代で往来する人々に評判となり、備中井原の特産物となった。近代に入り、明治時代から昭和30年代にかけて有数の産地となり、流域には染め物工場が立ち並び、染料が河面を青く染めたという。

### 水質改善
本流である芦田川は、中国地方に13ある一級河川の中で水質ワーストを30年以上続けている。その原因の一つが高屋川の水質にある。
- 瀬戸内海式気候であるため降水量自体が少なく、更に川幅が狭いため、河川流量が少ない[11]。
- 備後都市圏発達に伴い高屋川流域の深安郡神辺町はベッドタウン化し、2006年神辺町は福山市に編入されるが、人口増加は2010年代に入っても続いている[2][25]。周辺の土地利用は建物用地が増えているのに対して田は減少している[25]。
- 豊富な地下水のため上水道はそれに対応できたが、下水道普及が追いつかず生活排水が高屋川に流された[2][25]。

旧神辺町は1994年生活排水の浄化計画を策定したものの、改善には至らなかった。
そこで流域関係機関で芦田川下流水質浄化協議会を結成、芦田川水系の水質改善に向けて本格的な取り組みが始まった。高屋川においては国土交通省により、下流でリンなどを除去する「高屋川河川浄化施設」、芦田川の中流域の河川水を浄化用水として高屋川に引き入れ水質改善する「高屋川導入事業」が行われた。加えて、流域での下水道事業・浄化槽の普及促進など総合的に施策が進められた。
2003年から2017年までの高屋川のBOD・COD・総窒素(T-N)・総リン(T-P)の濃度値変化でみると、大きく改善している結果が出ている。2019年には水質改善を受けて、高屋川河川浄化施設の初めての通年停止が行われた。2021年3月1日、国土交通省は水質改善を理由に河川浄化施設を同月末で廃止することを発表した。

## 参考資料
- 国土交通省『河川整備基本方針 > 芦田川水系』
  - 国土交通省『芦田川水系流域及び河川の概要』（PDF）。2020年2月25日閲覧。
- 津田将行、尾島勝「芦田川下流域における下水道整備事業進捗が水質改善に及ぼす効果とその特性について」（PDF）『大学教育論叢』第5巻、福山大学、2019年3月、55 - 64頁、NAID 120006630552、2023年1月29日閲覧。